# AMSOIL
AMSOIL（アムズオイル、Amsoil Inc.）は、Amsoil Inc.は、ウィスコンシン州、スペリオルに拠点を置くアメリカの法人であり、主に化学合成油を配合してパッケージ化している。
広告スローガンは、The First in Synthetics。

## HISTORY 歴史
AMSOILの創始者であり、モーターオイル産業のパイオニアであるアル・アマトゥーツィオは、アメリカ空軍ジェット戦闘隊指揮官としてのキャリアを活かし、AMSOILを設立した。ブレイクスルーが訪れたのは1972年。何年にもわたるリサーチと航空宇宙技術にインスパイアされた世界初のアメリカ石油協会認定合成モーターオイル、「AMSOIL 10W-40シンセティックモーターオイル」は誕生した。

## ネットワークマーケティング
当初AMSOILは、市場の化学合成モーターオイルに対するネガティブな先入観から販売が低迷した。そこでアマトゥーツィオは1973年に北米AMSOILディーラーネットワークを構築。従来の小売販売の代わりにネットワークマーケティング、所謂MLM（マルチ商法）を利用することで、従来のモーターオイルと比較した製品の利点を消費者にアピールした。このことで、今日でも米国内ではAMSOILを取り扱わないカーショップや小売店も多い。なお、世界的に有名なMLM企業であるAmway（アムウェイ）とは社名の最初の二文字「AM」が同じである。

## 日本における販売
アムズオイルの輸入販売権は、これまで株式会社ウィル→オフト株式会社→株式会社JPマテリアルと変遷しているが、そのどれもが円満に移行したわけではない。
株式会社ウィル（神奈川県厚木市）は他社のモーターオイルの並行輸入業者であったが、正規輸入元からのクレームにより方針を転換し、アムズオイルの正規輸入元となって活動していた。しかし、本社から仕入れの大幅な増量を要求され対応できず、アムズオイルとの契約継続を断念。新たに他社のオイルの輸入業者となって現在に至る。
次に輸入販売権を獲得したのはオフト株式会社（東京都板橋区・現在は後述の契約打ち切りの影響で閉業）である。オフト株式会社は、米国のセーベラス社と提携し、15万kmオイル交換不要と謳う「エコマーベラス」オイルを販売する企業であった。新たにアムズオイルと契約し販売網も築いていたが、2016年末で契約を一方的に打ち切られ、輸入販売の継続が不可能となってしまう。
2017年1月にはオフト株式会社に代わる形で販売力を期待された株式会社JPマテリアル（東京都新宿区）がアムズオイルの新たな輸入元としてスタートした。株式会社JPマテリアルは輸入販売元として、それまでオフト株式会社が行ってきた自動車販売店や修理工場、二輪専門店への納入を中心にした販売戦略とは異なり、オートバックス、イエローハット、ブリジストンタイヤ館など量販店を主軸に営業を行っていた。しかし、売り上げは芳しくなく、ほどなくアムズオイルの販売から撤退した。
2023年からはREDTREE株式会社が輸入販売権を取得している。なお、上述のJPマテリアル撤退からの期間が長いため、一部の人気商品では正規品との価格差が大きい並行輸入品も存在している。
これらのアムズオイル本社の意向によって輸入元が幾度も変わった経緯は、アムズオイルの日本市場での販売が根付かない一因にもなっている。
なお、上記の市販用モーターオイルとは別に、産業用のアムズオイルとして、三愛オブリ株式会社が風力タービン用ギアオイル（AMSOIL PTN320）の取り扱いを行っている。